# Proveta

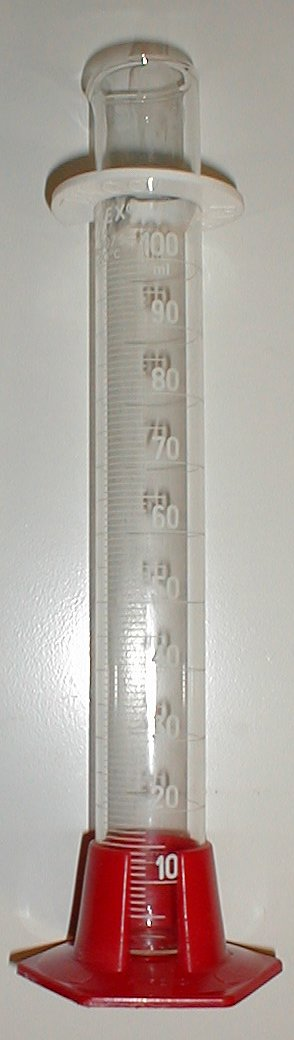

A proveta é um instrumento quase cilíndrico de medida para líquidos. Possui uma escala de volumes razoavelmente rigorosa porém não é considerada uma ferramenta total rigorosa. Pode ser fabricada em vidro ou plástico, com volumes que normalmente variam entre 1 e 2000 mililitros. Para a medição de  volumes mais precisos é preferível o uso das pipetas.
Sua denominação ficou amplamente conhecida, após a descoberta e prática da inseminação artificial ou fertilização in vitro, comumente conhecida por Bebé-proveta ou Bebé de proveta.